# Bundesautobahn 103
De Bundesautobahn 103 is een korte Duitse autosnelweg in het westen van Berlijn. De weg verbindt het westen van de stad met de Bundesautobahn 100.
De weg is 5 km lang, aan de zuidkant gaat de weg over op de Schloßstraße en aan de noordkant door middel van knooppunt Schöneberg op de Sachsendamm en Bundesautobahn 100.